# Prosztataspecifikus antigén
A prosztataspecifikus antigén vagy PSA egy a prosztatában termelődő fehérje. Feladata, hogy az ondóváladékot folyékony állapotban tartsa.
Szintje bizonyos prosztatabetegségek, mint például a jóindulatú megnagyobbodás vagy a  prosztatarák, esetén emelkedik. A vérszérum laborvizsgálatában a hormon meghatározás során mérhető normálérték 5 µg/l (ng/ml) alatt van, 5–10 µg/l között pedig határérték.

## A PSA-szintet befolyásoló tényezők
| A PSA koncentrációt…                  | A PSA koncentrációt… |
| …emeli                                | …csökkenti           |
| ------------------------------------- | -------------------- |
| Rektális tapintás                     | Proscar              |
| Biopszia                              | Proscar              |
| Cisztoszkópia                         | Proscar              |
| Prosztatitisz, prosztatakő            | Proscar              |
| Prosztatainfarktus                    | Proscar              |
| Ejakuláció                            | Proscar              |
| Rosszindulatú prosztatamegnagyobbodás | Proscar              |

## Korspecifikus PSA
| korspecifikus PSA-értékek (Oesterling szerint) | korspecifikus PSA-értékek (Oesterling szerint) |
| életév                                         | Határérték                                     |
| ---------------------------------------------- | ---------------------------------------------- |
| 40–49                                          | <2,5 ng/ml                                     |
| 50–59                                          | <3,5 ng/ml                                     |
| 60–69                                          | <4,5 ng/ml                                     |
| 70–79                                          | <6,5 ng/ml                                     |

## További kiegészítések
- Info der AOK und des DKFZ (német nyelven). Psa-entscheidungshilfe.de. (Hozzáférés: 2010. március 19.)[halott link]
- Leitlinie zur PSA-Bestimmung in der Früherkennung des Prostatakarzinoms (német nyelven) (PDF; 778 kB). (Hozzáférés: 2010. március 19.)
- frueherkennungsbroschuere.pdf (német nyelven) (PDF). Prostatakrebs-bps.de. (Hozzáférés: 2010. március 19.)[halott link]
- Früherkennung von Prostatakrebs: Schaden ja, Nutzen nein (Literaturübersicht) (német nyelven). Forum-gesundheitspolitik.de. (Hozzáférés: 2010. március 19.)
- Molekulare Formen des PSA in der Diagnostik des Prostatakarzinoms - mit Editorial (német nyelven). (Hozzáférés: 2010. március 19.)
- NEJM (angol nyelven). (Hozzáférés: 2010. március 19.)[halott link]
- Stellungnahme des DNEbM zum PSA-Screening (német nyelven) (PDF 66 kB). Ebm-netzwerk.de. [2007. szeptember 27-i dátummal az eredetiből archiválva]. (Hozzáférés: 2010. március 19.)